# Klaus Kubinger

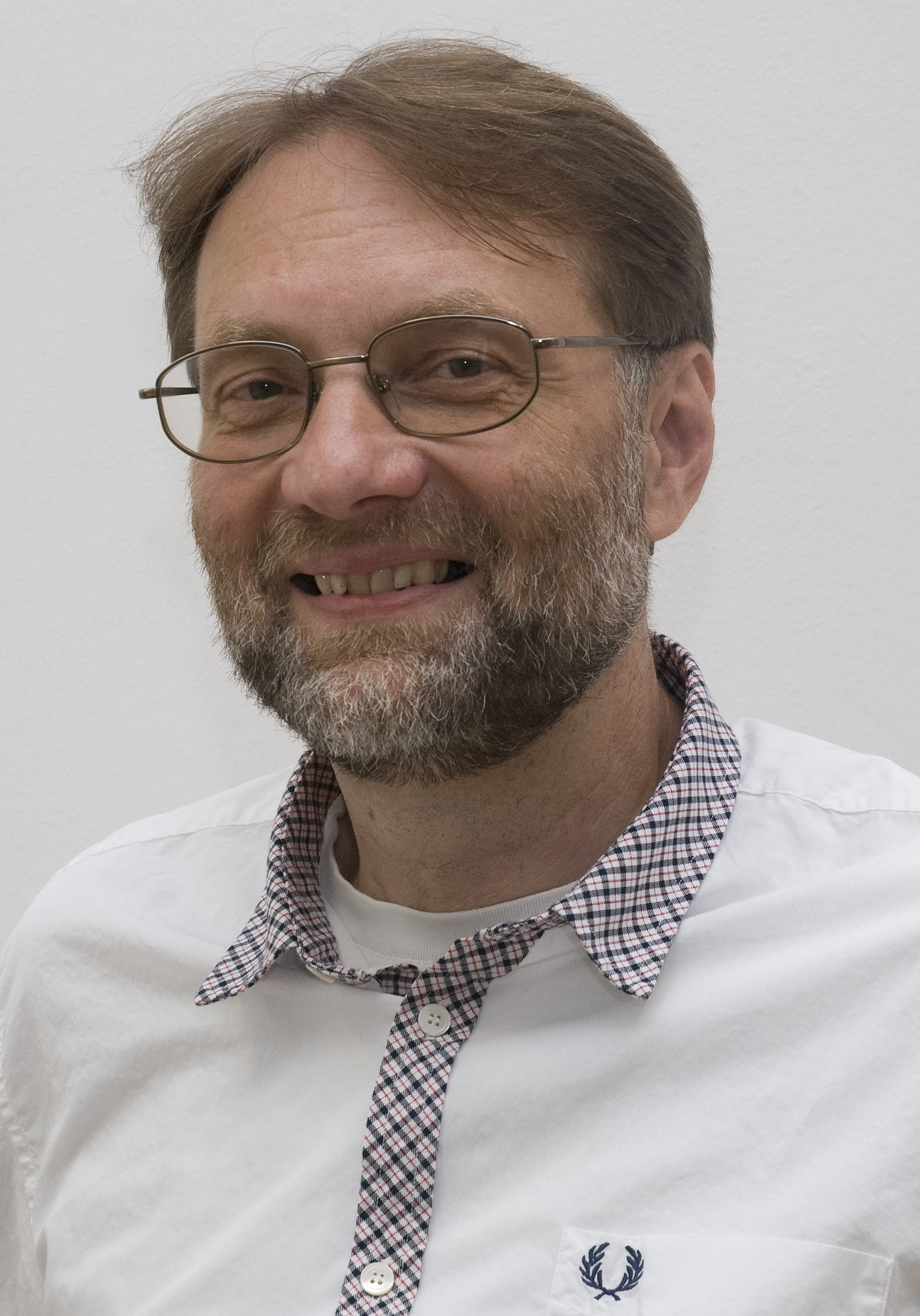
Klaus Kubinger, 2011

Klaus D. Kubinger (* 25. Mai 1949 in Wien) ist Psychologe und Statistiker. Er war Universitätsprofessor für Psychologische Diagnostik an der Fakultät für Psychologie der Universität Wien. Seit Oktober 2012 ist er im Ruhestand und Lehrbeauftragter an diversen Universitäten.

## Leben
1973 promovierte Klaus D. Kubinger an der Universität Wien zum Dr. phil. der Psychologie und wurde dort, am Institut für Psychologie, Universitätsassistent. Zwischen 1974 und 1993 arbeitete er zusätzlich als Lehrbeauftragter (Universitäts-Lektor) für Statistik am Institut für Soziologie. 1985 folgte die Habilitation in Psychologie. Ab diesem Zeitpunkt war er bis zu seinem Eintritt in den Ruhestand Ausbildungsleiter des Faches Psychologische Diagnostik (am Institut bzw.) an der Fakultät für Psychologie der Universität Wien.
1989 erfolgte seine Sponsion zum Magister (Master) der Sozial- und Wirtschaftsstatistik. Während seiner Universitätskarriere bekleidete Klaus Kubinger auch Gastprofessuren an den Universitäten Graz, Klagenfurt, Berlin und Potsdam.
1992 wurde ihm der Titel "außerordentlicher Universitätsprofessor" verliehen, 1998 erfolgte seine Berufung zum Universitätsprofessor für Psychologie mit besonderer Berücksichtigung der Psychologischen Diagnostik an der Universität Wien und die Übertragung der Leitung des gleichnamigen Arbeitsbereiches. 1998 gründete er dort die Praxiseinrichtung Test- und Beratungsstelle. Als Vorstand des Instituts für Psychologie in den Jahren 2001 bis 2004 war Klaus Kubinger maßgeblich verantwortlich für die Umstrukturierung des Instituts zu einer eigenständigen Fakultät ab dem Jahre 2004.
1992 erfolgte seine Qualifikation zum Klinischen- und Gesundheitspsychologen und 1997 die Qualifikation zum Psychotherapeuten („Systemische Familientherapie“).

## Leistungen
Am Anfang seiner Karriere standen Anwendungen des Rasch-Modells (Item-Response Theorie) auf einschlägige psychologisch-diagnostische Verfahren
sowie die Verwendung des Linearen Logistischen Test-Modells (LLTM, ein Spezialfall des Rasch-Modells) zur Analyse von Schwierigkeitskomponenten bei Problemlöseaufgaben mit Berücksichtigung von Lerneffekten.
Bald prägten auch Arbeiten zur Entwicklung einer parameterfreien Diskriminanzanalyse
sowie einer zweifachen Varianzanalyse für rangskalierte Merkmale
sein Forschungsinteresse. Und es kam zur Entwicklung der Intelligenz-Testbatterie AID
bzw. AID 2 und AID 3,
die auf dem Prinzip des adaptiven Testens beruht; Aktualisierung, Weiterentwicklung sowie Bemühungen um „globalisierte“ Fassungen sind bis heute Agenda dazu. Auch kam es zur Entwicklung mehrerer Objektiver Persönlichkeitstests sensu R. B. Cattell, für die Klaus D. Kubinger die Bezeichnung „experimentalpsychologische Verhaltensdiagnostik“ einführte.
Später konzentrierten sich seine Arbeiten auf die Grundlagenforschung zum psychologisch-diagnostischen Prozess (Verfälschbarkeit von Persönlichkeitsfragebogen), Rateeffekte bei Multiple-Choice-Tests, Äquivalenz computerisierter oder in andere Kulturen übertragener Tests sowie auf die Entwicklung von Self-Assesments im Rahmen der Studienberatung.
Nebenbei leistete er immer wieder, vor allem gemeinsam mit Dieter Rasch, Beiträge zur Statistik (für die Psychologie), insbesondere zum sequentiellen Testen und zur Planung der Stichprobengröße.
Nach wie vor beschäftigt sich Klaus D. Kubinger mit der Weiterentwicklung und Anwendung von Verfahren der Item-Response Theorie, insbesondere des Rasch-Modells inklusive des Linearen Logistischen Test-Modells (LLTM): Mit Problemen der Modellprüfung und der Parameterschätzung sowie besonderen Verallgemeinerungen bzw. mit Modellierungen von Schwierigkeitskomponenten verschiedener Aufgabengestaltungsweisen.

## Funktionen
Mitgliedschaften in Gremien
- Mitglied des Testkuratoriums (der Föderation deutscher Psychologenvereinigungen) als Vertreter der DGPs (Deutschen Gesellschaft für Psychologie), 2000–2006
- Beisitzer der Sprechergruppe der Fachgruppe für Differentielle Psychologie, Persönlichkeitspsychologie und Psychologische Diagnostik der DGPs: 2006–2008
- Mitglied der Kommission Studierendenauswahl der DGPs, 2006–2008
- Mitglied als Vertreter der Rektorenkonferenz im Psychologenbeirat zum (ö) Psychologengesetz 1991, seit 2005

Herausgeberschaft von Zeitschriften
- seit 2003 Editor-in-Chief von Psychological Test and Assessment Modeling
- seit 2005 Mitglied im Editorial Board von Journal of Individual Differences
- seit 2007 Mitglied im Editorial Board von International Journal of Selection and Assessment

## Auszeichnungen
- 2007: Alfred-Binet-Preis der Deutschen Gesellschaft für Psychologie[53]
- 2009: Award der European Association of Psychological Assessment[54]
- 2010: Ehrung für sein Lebenswerk von der Fachgruppe Differentielle Psychologie, Persönlichkeitspsychologie und Psychologische Diagnostik der Deutschen Gesellschaft für Psychologie
- 2015: Ehrung in Anerkennung der Verdienste für die Fachgruppe Methoden und Evaluation der Deutschen Gesellschaft für Psychologie
- 2023: Ehrung der Universität Wien anlässlich der 50-jährigen Wiederkehr der Promotion[55]

## Schriften (Auswahl)
Autor (Fachbücher)
- Kubinger, K. D. (1982). Probleme der kognitiven Frühförderung und die Abhängigkeit ihrer Effektivität vom Verbalverhalten der Kindergärtnerin. Wien: Ketterl.
- Kubinger, K. D. & Deegener, G. (2001). Psychologische Anamnese bei Kindern und Jugendlichen. Göttingen: Hogrefe, ISBN 3-8017-1278-8.
- Kubinger, K. D., Rasch, D. & Yanagida, T. (2011). Statistik in der Psychologie – vom Einführungskurs bis zur Dissertation. Göttingen: Hogrefe, ISBN 978-3-8017-2356-9.
- Rasch, D., Kubinger, K. D. & Yanagida, T. (2011). Statistics in Psychology – Using R and SPSS. Chichester: Wiley, ISBN 978-0-470-97124-6.
- Kubinger, K. D. (2019). Psychologische Diagnostik – Theorie und Praxis psychologischen Diagnostizierens (3., völlig überarbeitete und aktualisierte Aufl.). Göttingen: Hogrefe, ISBN 978-3-8017-2779-6.

Herausgeber (Fachbücher)
- Kubinger, K. D. (Hrsg.)(1983). Der HAWIK - Möglichkeiten und Grenzen seiner Anwendung. Weinheim: Beltz, ISBN 3-407-54656-4.
- Kubinger, K. D. (Hrsg.)(1989). Moderne Testtheorie - Ein Abriß samt neuesten Beiträgen (2., verb. Aufl.). München: Psychologie Verlags Union, ISBN 3-407-86160-5.
- Kubinger, K. D. & Teichmann, H. (Hrsg.)(1997). Psychologische Diagnostik und Intervention in Fallbeispielen. Weinheim: PVU, ISBN 3-621-27382-4.
- Kubinger, K. D. & Jäger, R.S. (Hrsg.)(2003). Schlüsselbegriffe der Psychologischen Diagnostik. Weinheim: Beltz/PVU, ISBN 3-621-27472-3.
- Westhoff, K., Helfritsch, L. J., Hornke, L. F., Kubinger, K. D., Lang, F., Moosbrugger, H., Puschel, A. & Reimann, G., (Testkuratorium der Föderation Deutscher Psychologenvereinigungen)(Hrsg.)(2005). Grundwissen für die berufsbezogene Eignungsbeurteilung nach DIN 33430 (2., überarb. Aufl.). Lengerich: Pabst, ISBN 3-89967-235-6.
- Ortner, T. M., Proyer, R. T. & Kubinger, K. D. (Hrsg.) (2006). Theorie und Praxis Objektiver Persönlichkeitstests. Bern: Huber, ISBN 3-456-84307-0.
- Kubinger, K. D. & Ortner, T. M. (Hrsg.) (2010). Psychologische Diagnostik in Fallbeispielen. Göttingen: Hogrefe, ISBN 978-3-8017-2244-9.
- Kubinger, K. D., Frebort, M., Khorramdel, L. & Weitensfelder, L. („Wiener Autorenkollektiv Studienberatungstests“) (2012). Self-Assessment: Theorie und Konzepte. Lengerich: Pabst, ISBN 978-3-89967-782-9.
- Kubinger, K. D. & Holocher-Ertl, S. (Hrsg.) (2012). Fallbuch AID. Göttingen: Hogrefe, ISBN 978-3-8017-2389-7.
- Ortner, T. M. & Kubinger, K. D. (Hrsg.)(2021). Psychologische Diagnostik in Fallbeispielen. Göttingen: Hogrefe, ISBN 978-3-8017-3110-6.

Autor (Psychologische Tests)
- Kubinger, K. D. & Wurst, E. (1985). Adaptives Intelligenz Diagnostikum (AID). Weinheim: Beltz.
- Kubinger, K. D. & Ebenhöh, J. (2002). Arbeitshaltungen - Kurze Testbatterie: Anspruchsniveau, Frustrationstoleranz, Leistungsmotivation, Impulsivität/Reflexivität [Software: Version 31 - Revision 1/2019]. Mödling: Schuhfried.
- Lefèvre, S. & Kubinger, K. D. (2004). Differentielles Stress Inventar (DSI) [Software: Version 51 – Revision 1, 2018]. Mödling:  Schuhfried.
- Kubinger, K. D. (2009). Adaptives Intelligenz Diagnostikum - Version 2.2 (AID 2) samt AID 2-Türkisch. Göttingen: Beltz.
- Ortner, T. M., Kubinger, K. D., Schrott, A., Radinger, R. & Litzenberger, M. (2009). Belastbarkeits-Assessment: computerisierte Objektive Persönlichkeits-Testbatterie (BACO). [Software: Version 24 – Revision 6, 2018]. Mödling: Schuhfried.
- Kubinger, K. D., Haiden, A., Karolyi, M. & Maryschka, C. (2015). LAMBDA-2: Test zur Erfassung der Dimensionen Lernfähigkeit, Gedächtnis, analytisches Denken und Belastbarkeit. (Verf. d. Manuals: G. Mandler). [Software: Version 51 – Revision 4, 2018]. Mödling: Schuhfried.
- Kubinger, K. D. & Spohn, F. (2017). AID_3_Tailored. Testleiterprogramm zur computergestützten Vorgabe und Auswertung des Adaptiven Intelligenz Diagnostikums 3 (AID 3) von K. D. Kubinger & S. Holocher-Ertl nach dem Prinzip des Tailored Testing. Göttingen: Hogrefe.
- Kubinger, K. D. (2017). Adaptive Intelligence Diagnosticum 3 – English Edition (AID 3). Göttingen & Oxford: Hogrefe.
- Kubinger, K. D. & Hagenmüller, B. (2019). Gruppentest zur Erfassung der Intelligenz auf Basis des AID (AID-G). Göttingen: Hogrefe.
- Kubinger, K. D. & Holocher-Benetka, S. (2023). Adaptives Intelligenz Diagnostikum - Version 3.2 (AID 3; 2. Auflage). Göttingen: Hogrefe.